# District de l'Ouest lausannois
Le district de l'Ouest lausannois, dont Renens est le chef-lieu, est l'un des dix districts du canton de Vaud. Il comprend huit communes.

## Histoire
Il fait partie des nouveaux districts créés lors de la réorganisation cantonale du 1er janvier 2008. Il est formé des communes de Crissier, Prilly et Renens qui ont été détachées du district de Lausanne, ainsi que des communes de Bussigny, Chavannes-près-Renens, Écublens, Saint-Sulpice, et Villars-Sainte-Croix de l'ancien district de Morges,.

## Démographie
L'Ouest lausannois est le district suisse avec le plus fort taux de population étrangère en 2014 : 45,6 %, soit 32 730 habitants.

## Préfecture
La préfecture du district est administrée par un seul préfet. Il s'agit de M. Jonas Kocher. [Depuis quand ?].

## Justice
Le district possède quatre juges de paix.

## Liste des communes
Voici la liste des communes composant le district avec, pour chacune, sa population.
| Nom                   | N° OFS | Population (décembre 2023) |
| --------------------- | ------ | -------------------------- |
| Bussigny              | 5624   | +010 624,                  |
| Chavannes-près-Renens | 5627   | +009 311,                  |
| Crissier              | 5583   | +009 334,                  |
| Écublens              | 5635   | +013 320,                  |
| Prilly                | 5589   | +012 417,                  |
| Renens                | 5591   | +021 408,                  |
| Saint-Sulpice         | 5648   | +005 144,                  |
| Villars-Sainte-Croix  | 5651   | +000977,                   |
| Total                 | Total  | +082 535,                  |

## Associations intercommunales de l'Ouest lausannois
Différentes communes du district ont mis en place des associations pour collaborer dans divers domaines, pour notamment : distribuer le courant électrique grâce au SIE de 1935 à 2005 ; administrer l'usine d'incinération de Penthaz gâce à l'AIP de 1966 à 1996 ; réguler la Mèbre et la Sorge depuis 1967 ; gérer le collège intercommunal de la Planta grâce à l'AIC de 1969 à 2009, favoriser les échanges économiques grâce à la SICOL (Société industrielle et commerciale de l'Ouest lausannois) depuis 2002. À partir de 2007, ces communes gèrent en commun les interventions des pompiers grâce au SDIS, les services de police grâce à PolOuest et l'action sociale grâce à l'ARASOL. Depuis 2009, elles mutualisent l'accueil de jour des enfants grâce à AJESOL,[source insuffisante].
Mais l'impulsion la plus importante a été fournie par le Schéma directeur de l'Ouest lausannois  (SDOL), devenu Stratégie et développement de l'Ouest lausannois. En 2006, le SDOL a donné naissance au Projet d'agglomération Lausanne-Morges (PALM).
En 2011 le district a obtenu le Prix Wakker.